# William Plomer
William Plomer (* 10. Dezember 1903 in Pietersburg, Südafrika; † 21. September 1973 in Lewes, East Sussex, England) war ein südafrikanisch-englischer Schriftsteller.

## Leben
Plomers Eltern waren Engländer, die in Südafrika lebten. Er wuchs zunächst in Südafrika auf, besuchte dann aber vier Jahre lang Schulen in England, in Kent und Rugby. Nach dem Ersten Weltkrieg kehrte er nach Südafrika zurück und arbeitete eine Zeit lang als Verkäufer.
1925 erschien sein erster Roman Turbott Wolfe bei Hogarth Press, der eine Beziehung zwischen einer weißen Frau und einem schwarzen Mann zum Thema hatte. 1926 war Plomer neben Roy Campbell und Laurens van der Post Mitherausgeber der politisch oppositionellen Literaturzeitschrift Voorslag (deutsch etwa: „Peitschenschlag“) in Südafrika. Diese Satire-Zeitschrift, die für mehr Rassenverflechtung in Südafrika warb, kam auf drei Ausgaben, bevor sie wegen ihrer radikalen Ansichten gezwungen wurde zuzumachen. Ende der 1920er Jahre lebte er drei Jahre in Japan und übersiedelte dann 1929 nach England, wo er den Rest seines Lebens blieb.
Er verkehrte in literarischen Kreisen um die Schriftstellerin Virginia Woolf und arbeitete als Lektor für den Verlag Faber & Faber. Seine Homosexualität lebte er nicht offen aus, sie bildete aber einen wichtigen Impuls für sein literarisches Schaffen. Plomer veröffentlichte zahlreiche Gedichtbände, Kurzgeschichten, Romane sowie biographische und autobiographische Werke. Darüber hinaus schrieb er Libretti für mehrere Opern von Benjamin Britten.

## Werke
- Turbott Wolfe. Roman. (1925)
- Notes for Poems. Gedichte. (1927)
- I Speak of Africa. Kurzgeschichten. (1927)
- The family Tree. Gedichte. (1928)
- Paper Houses. Kurzgeschichten. (1929)
- Sado. Roman. (1931)
- The Case is Altered. Roman. (1932)
- The Fivefold Screen. Gedichte. (1932)
- The Child of Queen Victoria. Kurzgeschichten. (1933)
- Cecil Rhodes. Biographie. (1933)
- The Invaders. Roman. (1934)
- Visiting the Caves. Gedichte. (1936)
- Ali the Lion. Biographie. (1936)
- Selections from the Diary of the Rev. Francis Kilvert (1870–1879). (1938)
- Selected Poems. Gedichte. (1940)
- In a Bombed House. Gedichte. (1942)
- Double Lives. Memoiren. (1943)
  - Zweierlei Leben : Eine Autobiographie. Übersetzung Ilse Merzyn. Braunschweig : J. H. Meyer, 1949
- The Dorking Thigh, and other satires. Gedichte. (1945)
- Four Countries. Kurzgeschichten. (1949)
- Museum Pieces. Roman. (1952)
- A Shot in the Park. Gedichte. (1955)
- At Home. Memoiren. (1958)
- A Choice of Ballads. Gedichte. (1960)
- Taste and Remember. Gedichte. (1966)
- The Autobiography of William Plomer. (1975)
- Electric Delights. Hg. von Rupert Harte-Davis. (1978)